# Ostasienspiele 2009/Badminton

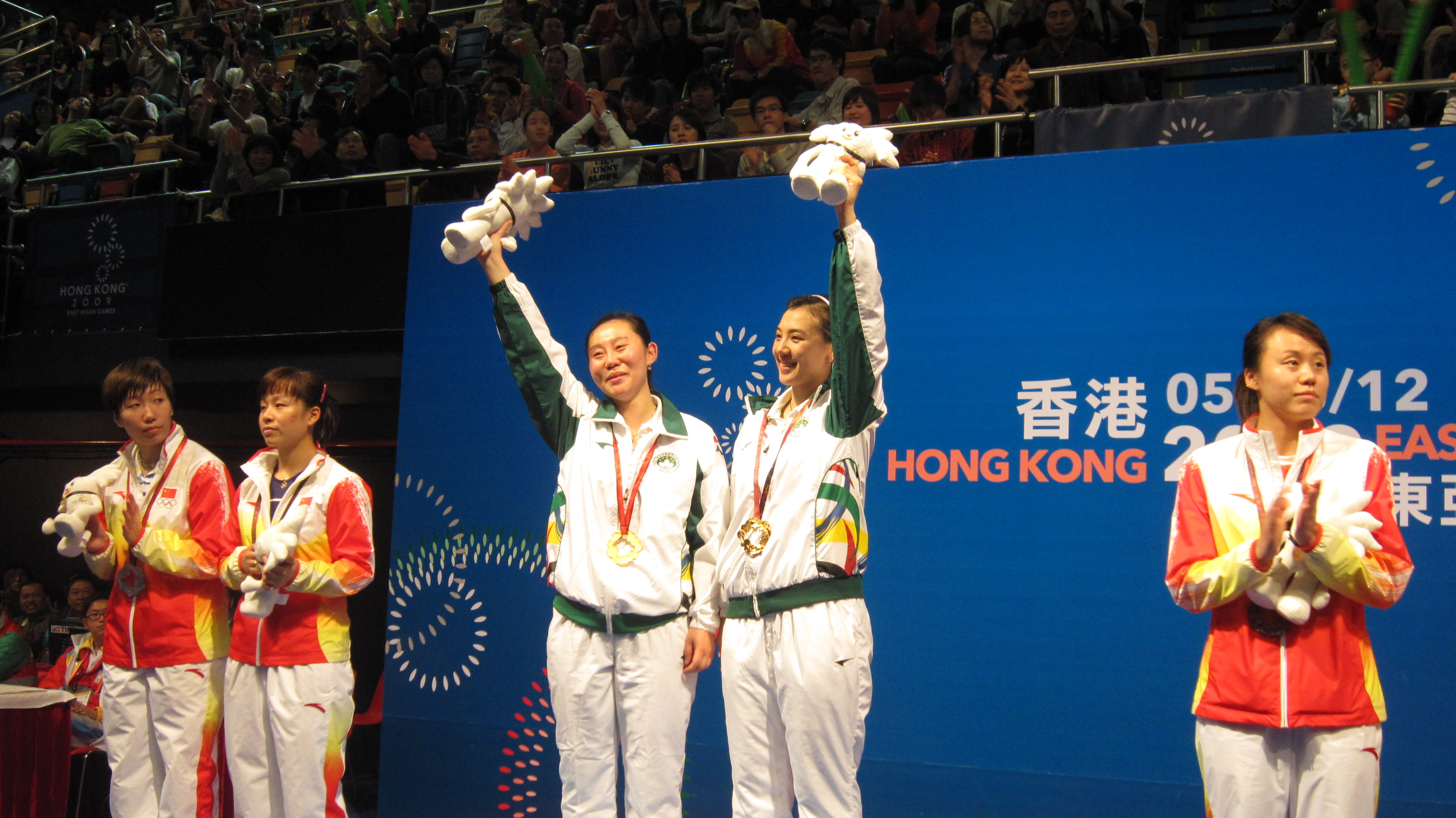
Siegerehrung im Damendoppel

Bei den Ostasienspielen 2009 wurden vom 5. bis zum 13. Dezember in Hongkong sieben Badmintonwettbewerbe ausgetragen.

## Medaillengewinner
| Disziplin    | Gold                          | Silber                     | Bronze                                 |
| ------------ | ----------------------------- | -------------------------- | -------------------------------------- |
| Herreneinzel | Choi Ho-jin                   | Lin Dan                    | Son Wan-ho                             |
| Herreneinzel | Choi Ho-jin                   | Lin Dan                    | Hsueh Hsuan-yi                         |
| Dameneinzel  | Yip Pui Yin                   | Zhou Mi                    | Tai Tzu-ying                           |
| Dameneinzel  | Yip Pui Yin                   | Zhou Mi                    | Chen Xiaojia                           |
| Herrendoppel | Hu Chung-shien Tsai Chia-hsin | Chen Hung-ling Lin Yu-lang | Chai Biao Zhang Nan                    |
| Herrendoppel | Hu Chung-shien Tsai Chia-hsin | Chen Hung-ling Lin Yu-lang | Kim Gi-jung Kwon Yi-goo                |
| Damendoppel  | Zhang Dan Zhang Zhibo         | Ma Jin Wang Xiaoli         | Chien Yu-chin Wang Pei-rong            |
| Damendoppel  | Zhang Dan Zhang Zhibo         | Ma Jin Wang Xiaoli         | Cheng Shu Zhao Yunlei                  |
| Mixed        | Zhang Yawen Tao Jiaming       | Ma Jin Zhang Nan           | Yohan Hadikusumo Wiratama Chau Hoi Wah |
| Mixed        | Zhang Yawen Tao Jiaming       | Ma Jin Zhang Nan           | Hsieh Pei-chen Chen Hung-ling          |
| Herrenteam   | China                         | Südkorea                   | Chinesisch Taipeh                      |
| Herrenteam   | China                         | Südkorea                   | Japan                                  |
| Damenteam    | China                         | Chinesisch Taipeh          | Hongkong                               |
| Damenteam    | China                         | Chinesisch Taipeh          | Südkorea                               |

## Ergebnisse

### Herreneinzel
- Hu Yun –  Hsieh Yu-hsing: 20-22 / 21-16 / 21-18
- Lam Chi Man –  Sainbuyan Purevsuren: 21-17 / 21-7
- Sho Sasaki –  Leong Kin Fai: 21-7 / 21-7
- Hsueh Hsuan-yi –  Enkhbat Olonbayar: 21-8 / 21-3
- Choi Ho-jin –  Chan Yan Kit: 18-21 / 21-17 / 21-11
- Son Wan-ho –  Kenichi Tago: w.o.
- Lin Dan –  Hu Yun: 21-12 / 21-16
- Son Wan-ho –  Lam Chi Man: 21-9 / 21-11
- Hsueh Hsuan-yi –  Sho Sasaki: 21-18 / 21-17
- Choi Ho-jin –  Chen Jin: w.o.
- Lin Dan –  Son Wan-ho: 21-12 / 23-21
- Choi Ho-jin –  Hsueh Hsuan-yi: 21-17 / 21-13
- Choi Ho-jin –  Lin Dan: 21-19 / 21-18

### Dameneinzel
- Ai Goto –  Hsu Ya-ching: 23-21 / 21-19
- Chen Xiaojia –  Kang Hae-won: 22-20 / 21-18
- Xia Jingyun –  Sayaka Sato: 22-20 / 19-21 / 21-15
- Tai Tzu-ying –  Munkhchimeg Mendjargal: 21-3 / 21-3
- Bae Seung-hee –  Long Ying: 21-7 / 21-16
- Zhou Mi –  Ai Goto: 21-14 / 21-7
- Chen Xiaojia –  Mak Ka Lei: 21-5 / 21-10
- Tai Tzu-ying –  Xia Jingyun: 21-19 / 21-17
- Yip Pui Yin –  Bae Seung-hee: 21-18 / 21-13
- Zhou Mi –  Chen Xiaojia: 21-13 / 14-21 / 21-16
- Yip Pui Yin –  Tai Tzu-ying: 21-17 / 17-21 / 21-19
- Yip Pui Yin –  Zhou Mi: 15-21 / 21-13 / 17-10 ret.

### Herrendoppel
- Kenichi Hayakawa /  Kenta Kazuno –  Cho Gun-woo /  Shin Baek-cheol: 22-20 / 16-21 / 21-17
- Chai Biao /  Zhang Nan –  Yohan Hadikusumo Wiratama /  Wong Wai Hong: 21-15 / 21-18
- Kim Gi-jung /  Kwon Yi-goo –  Davaasuren Battur /  Zolzaya Munkhbaatar: 21-8 / 21-8
- Hirokatsu Hashimoto /  Noriyasu Hirata –  Hui Wai Ho /  Albertus Susanto Njoto: 21-15 / 21-17
- Hu Chung-shien /  Tsai Chia-hsin –  Lam Chi Man /  Leong Kin Fai: 21-10 / 21-15
- Chen Hung-ling /  Lin Yu-lang –  Kenichi Hayakawa /  Kenta Kazuno: 21-16 / 16-21 / 21-18
- Chai Biao /  Zhang Nan –  Enkhbat Olonbayar /  Sainbuyan Purevsuren: 21-9 / 21-10
- Kim Gi-jung /  Kwon Yi-goo –  Hirokatsu Hashimoto /  Noriyasu Hirata: 21-13 / 20-22 / 21-17
- Hu Chung-shien /  Tsai Chia-hsin –  Tao Jiaming /  Sun Junjie: 21-14 / 21-13
- Chen Hung-ling /  Lin Yu-lang –  Chai Biao /  Zhang Nan: 21-18 / 21-16
- Hu Chung-shien /  Tsai Chia-hsin –  Kim Gi-jung /  Kwon Yi-goo: 21-13 / 21-23 / 21-10
- Hu Chung-shien /  Tsai Chia-hsin –  Chen Hung-ling /  Lin Yu-lang: 21-17 / 22-20

### Damendoppel
- Mizuki Fujii /  Reika Kakiiwa –  Eom Hye-won /  Kim Min-seo: 21-18 / 21-17
- Chien Yu-chin /  Wang Pei-rong –  Long Ying /  Mak Ka Lei: 21-6 / 21-9
- Zhang Dan /  Zhang Zhibo –  Chiang Kai-hsin /  Hsieh Pei-chen: 21-17 / 21-7
- Shizuka Matsuo /  Mami Naito –  Jung Kyung-eun /  Yoo Hyun-young: 21-18 / 21-15
- Ma Jin /  Wang Xiaoli –  Mizuki Fujii /  Reika Kakiiwa: 21-12 / 21-12
- Chien Yu-chin /  Wang Pei-rong –  Chan Tsz Ka /  Tse Ying Suet: 21-10 / 20-22 / 21-11
- Zhang Dan /  Zhang Zhibo –  Chan Hung Yung /  Chau Hoi Wah: 21-9 / 21-19
- Cheng Shu /  Zhao Yunlei –  Shizuka Matsuo /  Mami Naito: 17-21 / 21-11 / 21-13
- Ma Jin /  Wang Xiaoli –  Chien Yu-chin /  Wang Pei-rong: 22-24 / 21-15 / 21-18
- Zhang Dan /  Zhang Zhibo –  Cheng Shu /  Zhao Yunlei: 21-13 / 21-10
- Zhang Dan /  Zhang Zhibo –  Ma Jin /  Wang Xiaoli: 22-20 / 21-16

### Mixed
- Kim Gi-jung /  Jung Kyung-eun –  Shintaro Ikeda /  Reiko Shiota: 12-21 / 21-16 / 21-15
- Hsieh Yu-hsing /  Chien Yu-chin –  Leong Kin Fai /  Fong Soi Cheng: 21-11 / 21-11
- Chen Hung-ling /  Hsieh Pei-chen –  Lam Chi Man /  Long Ying: 21-13 / 21-13
- Noriyasu Hirata /  Shizuka Matsuo –  Shin Baek-cheol /  Yoo Hyun-young: 16-21 / 21-15 / 21-17
- Tao Jiaming /  Zhang Yawen –  Ganzorig Erdenebayar /  Munkhchimeg Mendjargal: 21-3 / 21-4
- Yohan Hadikusumo Wiratama /  Chau Hoi Wah –  Kim Gi-jung /  Jung Kyung-eun: 12-21 / 21-19 / 21-13
- Zhang Nan /  Ma Jin –  Hsieh Yu-hsing /  Chien Yu-chin: 18-21 / 21-13 / 21-12
- Chen Hung-ling /  Hsieh Pei-chen –  Noriyasu Hirata /  Shizuka Matsuo: 21-18 / 16-21 / 21-19
- Tao Jiaming /  Zhang Yawen –  Wong Wai Hong /  Louisa Koon Wai Chee: 21-13 / 21-15
- Zhang Nan /  Ma Jin –  Yohan Hadikusumo Wiratama /  Chau Hoi Wah: 21-14 / 21-16
- Tao Jiaming /  Zhang Yawen –  Chen Hung-ling /  Hsieh Pei-chen: 21-15 / 21-16
- Tao Jiaming /  Zhang Yawen –  Zhang Nan /  Ma Jin: 21-15 / 21-14